# Laberint
|  | Per a altres significats, vegeu «Laberint (desambiguació)». |

Un laberint és un camí enrevessat, de sortida difícil. El nom sembla venir de la construcció de Dèdal, però no se sap del cert.

## Tipus de laberints
Existeixen dos tipus de laberint fonamentals: els unicursals i els anomenats multicursals; els primers presenten un recorregut únic i, per tant, perdre-s'hi és impossible, mentre que als segons es poden triar alternatives de recorregut i la sortida no apareix com a meta clara. Aquests darrers van sorgir als jardins com a distracció per als nobles, que havien de trobar la sortida i aprofitar els racons per trobades amoroses.
Als laberints unicursals la sortida pot ser la mateixa que l'entrada (havent d'arribar al centre, com en el mite del Minotaure i tornant a sortir) o una de diferent. La forma externa del conjunt és quadrada o circular, dividida en sectors. Fins al segle xv van ser gairebé exclusius.

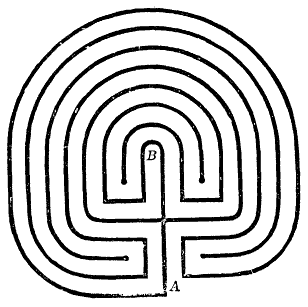
Laberint univiari

## Història dels laberints
El laberint és conegut des de la prehistòria, se'n va trobar un tallat a una banya de mamut del Paleolític. A Goa es va trobar un petroglif amb un laberint més sofisticat gravat que data com a mínim del 2500 aC). El seu circuit podia haver servit per marcar el recorregut de danses rituals i es portaven en amulets o es gravaven en pedra per allunyar els mals esperits, que es perdien sense trobar la víctima. Homer relata danses d'aparellament on el recorregut fins que es troben homes i dones és el d'un laberint. Jacques Atalli indica que podien tenir també una funció comunicativa abans de la invenció de l'escriptura.
A l'Antiguitat destaca el laberint de Creta com a construcció més famosa, basat en el mite del minotaure. No s'han trobat restes arqueològiques de la seva existència real, però les monedes de Cnossos portaven un laberint com a emblema ja des del segle iii aC. Hi havia altres laberints, com el Laberint d'Egipte recollit per Heròdot, que servia com a monument per a diversos faraons. S'han trobat els fonaments del suposat laberint a Hawara però s'ha perdut gran part del seu traçat original, que segons Heròdot tenia tantes sales com divisions el país, essent un símbol del poder reial.
El mosaic romà sovint presenta el dibuix d'un laberint, preferentment circular, dividit en quatre sectors. El recorregut, tot i que univiari, es va complicar durant l'Edat Mitjana. A partir del segle xii apareix al terra d'esglésies i catedrals de França (com el de la Catedral de Chartres) i Itàlia, i els testimonis indiquen que els fidels els resseguien en la seva pregària.
Les tribus escandinaves van barrejar diverses tradicions sobre el laberint: adoptaven la forma romana, l'anomenaven com a «ciutat de Troia», però els feien servir com els pobles neolítics, per espantar trols i altres criatures que podien causar el mal. La seva presència és força nombrosa, amb més de 500 restes conservades tant com a monument com en pedres i dibuixos.
A l'Índia antiga, el laberint apareix en textos sagrats, fins i tot indicant que s'havien construït ciutats seguint la seva forma. El mandala, de fet, s'origina a partir d'un laberint. A la Xina s'han trobat restes de laberints. Entre els indis nord-americans també es troben dibuixos i inscripcions amb la forma d'un laberint, una prova més de la universalitat del patró.
Des del Renaixement van proliferar els laberints de jardí, sigui gravats a la gespa com a decoració o fets amb arbustos i plantes, com el modern Laberint d'Horta. Una variant posterior són els laberints de miralls, on el reflex complica encara més el trànsit. Al Tibidabo de Barcelona un laberint d'aquesta classe amaga sales on els miralls juguen a deformar la imatge de l'espectador.
Contemporàniament, el laberint es considera un joc, un passatemps que cal resoldre. Apareix a videojocs com Pacman o Metroid, entre d'altres.

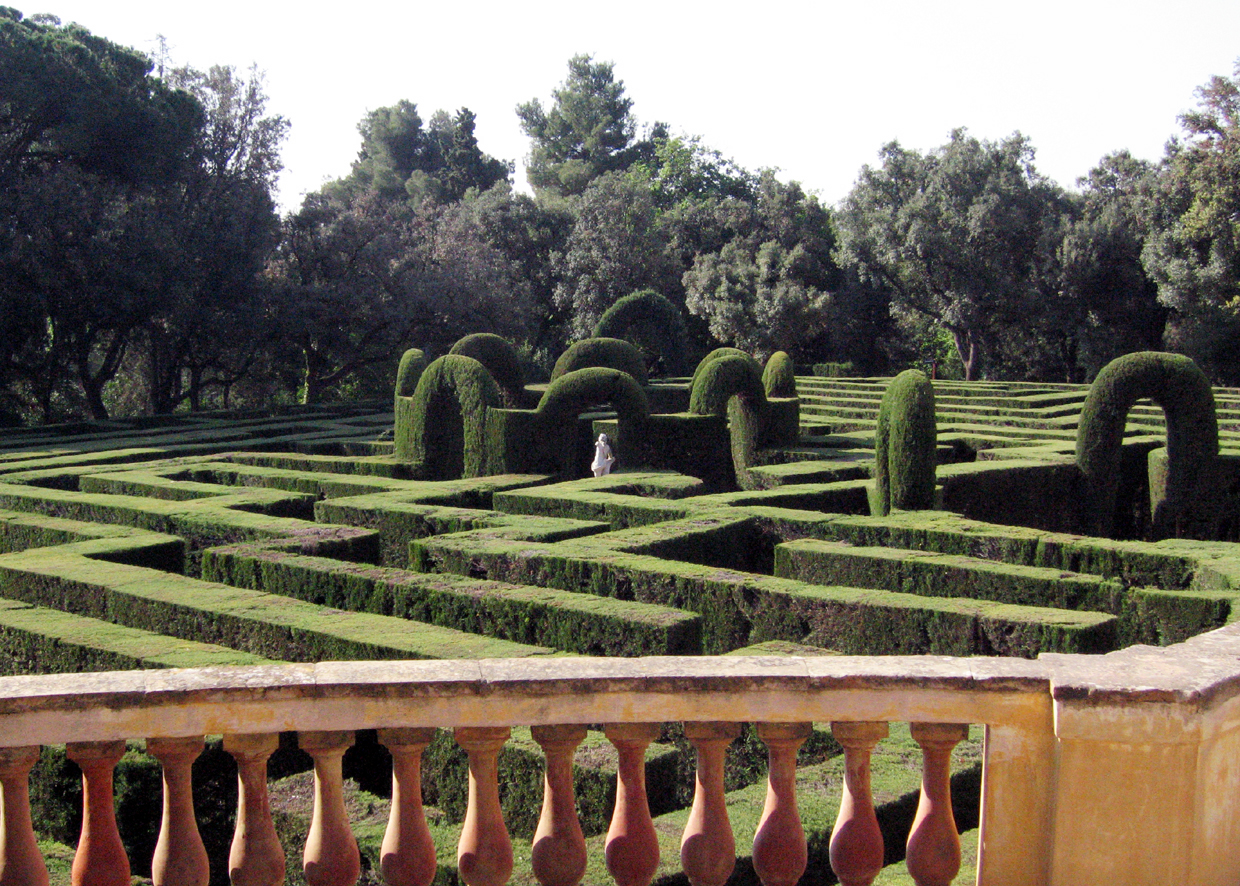
Laberint d'Horta

## El laberint a la cultura
Durant l'Edat Mitjana els laberints simbolitzaven el difícil camí per apropar-se a Déu, que substitueix al centre els monstres antics. Els fidels i els místics el poden usar per abstreure's del món del voltant i concentrar-se en les seves oracions mentre el recorrent caminant o amb la mà si està dibuixat al mur. La filosofia New Age l'ha recuperat amb aquest significat. El laberint actua com a símbol de la vida, té un inici que és el naixement i l'única sortida possible és la mort, però no se sap quin camí se seguirà fins aleshores ni què es trobarà en el temps que resta. El Tarot l'usa en un sentit similar.
El cel i l'infern estaven concebuts a l'època medieval també amb una estructura de cercles concèntrics que recorda els primers laberints, com es veu a La Divina Comèdia de Dante, per exemple.
Posteriorment el símbol va passar a veure's com a negatiu, un laberint era l'home perdut en el pecat, sobretot la luxúria i van esborrar-se molts laberints dibuixats a les capelles. Aquesta connotació va anar en paral·lel amb la construcció efectiva de laberints vegetals per a perdre's com a diversió.
El laberint pot simbolitzar l'etern retorn de la història, en un concepte proper al de Nietzsche o el de la filosofia oriental. Per a altres estudiosos, és un símbol del coneixement (camí difícil quan és autèntic) o del tòpic de la vida com a viatge, on el que importa no és el destí sinó gaudir del trajecte
Contemporàniament un laberint és sinònim de caos i desordre, per això es titlla de laberint el traçat dels carrers de determinades ciutats, com Tòquio.
La forma mateixa de l'hipertext és un laberint, del tipus maze, ja que des d'un enllaç es pot anar a un altre i d'aquest apartar-se del text principal per seguir successius vincles. Segons com estigui estructurat el lloc web o el corpus de navegació, s'acaba tornant al punt de partida, hi ha un final (com en les novel·les de «tria la teva adventura») o l'objectiu és la simple navegació. La Viquipèdia té estructura laberíntica, ja que els articles estan enllaçats mitjançant enllaços i segons el recorregut o el tema triat es pot navegar per ella indefinidament (suposant que no hi hagi pàgines òrfenes o sense categoria).
El laberint apareix a nombroses obres literàries, com a la novel·la El nom de la rosa d'Umberto Eco o als contes de Jorge Luis Borges. Aquests laberints tenen com a missió extraviar els personatges o amagar algun tresor, o bé serveixen d'al·legoria sobre la construcció del món. El corrent del Nouveau Roman usava el laberint no com a tema, sinó com a estructura de composició de l'obra, com es veu per exemple a la novel·la La vie, mode d'emploi.
Igualment ha inspirat artistes plàstics com Joan Miró, Piet Mondrian o Josep Maria Subirachs. El laberint al cinema és un lloc d'angoixa, on el protagonista està tancat. La pel·lícula Cube n'és una bona prova.

## El laberint a la ciència
Es poden generar laberints per ordinador amb algorismes prou senzills. El programa més comú consisteix a prendre un rectangle dividit en cel·les, cadascuna amb quatre parets. Aleatòriament, s'esborra una de les parets, de manera que les cel·les es comuniquen formant un circuit. Després s'eliminen dues parets de cel·les que estiguin a la vora del rectangle i el laberint està llest.
Leonard Euler va ser el primer a analitzar matemàticament els laberints, fundant una nova branca científica: la topologia, relacionada amb la teoria de grafs.
Per estudiar l'orientació espacial o determinats patrons de conducta, s'han usat laberints amb rates de laboratori. En ells els animals han de recórrer un circuit amb el premi del menjar final i els experiments alteren les condicions de la rata o del laberint per veure com reacciona, com als estudis de Burrhus Frederic Skinner.